# Jenny Schmidgall-Potter
Jenny Schmidgall-Potter, född den 12 januari 1979 i Saint Paul, Minnesota i USA, är en amerikansk ishockeyspelare.
Hon tog OS-brons i damernas ishockeyturnering i samband med de olympiska ishockeytävlingarna 2006 i Turin.